# Storyboard

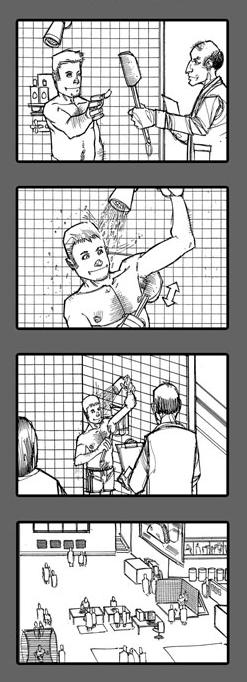
Storyboard di 4 sequenze per un'ipotesi di spot pubblicitario.

Lo storyboard (termine inglese che, letteralmente, significa "tavola della storia", intesa come racconto) è la rappresentazione grafica, sotto forma di sequenze disegnate in ordine cronologico, delle inquadrature di un fumetto o di un film, dal vero come d'animazione. In italiano perciò potrebbe essere tradotto come "sceneggiatura disegnata" (o "illustrata").

## Descrizione
Nel settore dei fumetti, lo storyboard è la prima e approssimativa visualizzazione grafica delle vignette che comporranno ogni singola tavola della storia finale.
In campo cinematografico si tratta di una serie di disegni, in genere diverse centinaia, che illustrano, inquadratura per inquadratura, ciò che verrà poi girato sul set. Di solito sotto i disegni si indicano i movimenti della macchina da presa (ad esempio: "panoramica a destra", oppure "carrello in avanti") e delle frecce ne indicano la direzione. Spesso altre frecce, poste all'interno dell'inquadratura, indicano i movimenti dei personaggi e degli oggetti. A volte è descritta la scena e riportati brani di dialogo, oppure l'obiettivo che si intende usare, la luce o l'atmosfera che si vuole creare e, in certi casi, si segnala addirittura il costo di un'inquadratura.

### Story reel
Una forma più avanzata di storyboard, in pratica il passo successivo in qualsiasi processo d'animazione, è lo story reel (detto anche animatic): si tratta di storyboard montati in sequenza ai quali si aggiunge una traccia sonora temporanea (con musica e voci dei personaggi), in modo da creare un filmato che dia il senso del ritmo e aiuti a visualizzare la scena in maniera più dettagliata rispetto allo storyboard in quanto scandisce l'azione in tempo reale.

## Origini
Il primo regista ad usare gli storyboard fu probabilmente Georges Méliès. Il processo di storyboarding, nella forma in cui è conosciuta oggi, è stato sviluppato da Walt Disney per i suoi cartoni animati. Già nel 1927, per la serie di Oswald il coniglio fortunato, il suo collaboratore Webb Smith disegnò lo storyboard completo dei suoi cortometraggi (allora era chiamato continuity sketches).
Verso l'inizio degli anni trenta, probabilmente a causa del successo ottenuto da Walt Disney, quasi tutti i film prodotti dagli studios utilizzavano lo storyboard. Il fenomeno si spiega anche con il fatto che all'epoca gli studios realizzavano oltre 500 film l'anno e la gestione del prodotto finito (il cosiddetto final cut) era saldamente nelle mani dei produttori; avere lo storyboard di ogni film permetteva di mantenere alta la produzione senza perdere il controllo di ciò che finanziavano. Nondimeno Orson Welles, il cui eccezionale contratto gli lasciava la più completa libertà creativa (compreso il fatidico final cut), volle storyboard molto dettagliati per Quarto potere e vi lavorò direttamente con l'art director Perry Ferguson; quest'ultimo li realizzò poi insieme a quattro illustratori che lavoravano ai suoi ordini.

## Casi di impiego
Lo storyboard è la pre-visualizzazione di un progetto. Potremmo definirlo una "sceneggiatura disegnata", ma non è del tutto corretto. Parliamo di un lavoro molto più tecnico dell’adattamento di uno script in fumetto, ed è proprio per questo che si preferisce considerarlo come una sorta di budget. La pre-visualizzazione suggerisce infatti quale impegno richiederanno le scene in termini di effetti, produzione, tecniche, trasporti e perfino l'ordine di ripresa delle scene stesse. Quindi lo storyboard è utile al regista e a tutta la produzione, per la quale diventa uno strumento di comunicazione e di coordinamento.

Nonostante tutto, sono ancora molti i produttori che lo considerano una spesa da evitare, perché ritengono che ogni gruppo di lavoro abbia priorità diverse dagli altri. Ma è proprio per questo che lo storyboard può essere realizzato su misura per rispondere ogni volta a determinate esigenze. Ecco perché, prima di iniziare a disegnare, è bene domandare quale necessità dovrà soddisfare. 
Può essere richiesto per cercare altri finanziatori, per calcolare i costi degli effetti speciali o per vendere un’idea. E non è detto che venga impiegato esclusivamente in campo cinematografico o televisivo, tant’è che la pubblicità e l'entertainment ne fanno largo uso. Le società che organizzano grandi eventi possono utilizzarlo per coordinare le attività, e uno studio di architettura può beneficiarne per creare audiovisivi e presentazioni.

Tra tutti questi casi emergono differenze evidenti, dall’approccio al metodo di lavoro, perché a essere diversi sono soprattutto gli obiettivi.

## Uso dellostoryboardnel mondo del cinema
Lo storyboard è utilizzato nella maggior parte dei film americani e inglesi, soprattutto quelli d'azione, molto raramente nei film italiani e francesi.
Alfred Hitchcock ne fu un cultore; disegnava per intero i suoi film, ma solo con la risistemazione degli archivi della RKO si è capito fino a che punto si spingeva il suo perfezionismo: conservate in grosse scatole sono state ritrovate decine di migliaia di disegni, per lo più a colori, che illustravano i film inquadratura per inquadratura. Hitchcock amava dire che considerava i suoi film finiti prima ancora di girarli, e che molto raramente guardava nel mirino della macchina da presa, tanto sapeva già che l'inquadratura sarebbe stata l'equivalente fotografico degli storyboard.
Anche Martin Scorsese realizza i suoi film prima sulla carta e poi sul set. Disegna lui stesso le inquadrature dei suoi film.
Anche Kathryn Bigelow che, prima di diventare regista, è stata una pittrice, si disegna gli storyboard. «Non dipingo più (…) disegno solo i miei storyboard. Faccio storyboard molto precisi, così da visualizzare tutte le scene e, in seguito, lavoro su questi storyboard con il direttore della fotografia. I miei storyboard sono sempre molto precisi, soprattutto quelli delle scene d'azione».
Steven Spielberg non sa disegnare, ma in compenso assolda schiere di storyboard-artist per i suoi film. Prima di realizzare Jurassic Park ha messo al lavoro cinque illustratori sulle bozze del romanzo di Crichton, con il risultato che probabilmente anche lo scrittore è stato influenzato dagli storyboard. Per anni gli storyboard sono stati rivisti e corretti, tanto da far dire ad uno degli storyboard-artist di essere affascinato da quella specie di lotta per la sopravvivenza che s'ingaggiava tra un disegno e un altro.
Ridley Scott può essere definito un vero entusiasta dello storyboard. Per lui "ognuno di quei disegni abbozzati vale da solo più di mille parole". Nei suoi film "l'ingranaggio della produzione progredisce con gli storyboard", che "risparmiano una incommensurabile quantità di tempo e forniscono al regista il senso chiaro delle sue mete".
Anche James Cameron si disegna le inquadrature dei film. Il regista di Titanic e Terminator considera lo storyboard «un inestimabile strumento per la visualizzazione di un film, che, come la parola scritta, può essere appena abbozzato o perfettamente definito, può essere seguito rigidamente o gettato nel cestino, con l'evolversi della visualizzazione della sceneggiatura».
L'uso dello storyboard è così invalso che il fatto di non usarlo può assumere quasi il valore di una scelta controcorrente, il rifiuto di una tradizione, di un sistema di lavoro collaudato e consolidato nel tempo.
Non lo usano:
- David Cronenberg, perché lo sente come una limitazione alla sua creatività;
- Walter Hill per pigrizia, dice lui (ma è anche vero che le sue sceneggiature si sviluppano per singole immagini, e sono state definite degli "storyboard verbali");
- David Lynch, perché "molte cose cambiano mentre vengono girate";
- John Carpenter, anche se lo ha utilizzato nei suoi primi film, preferisce trovare le inquadrature sul set.

## Business
Gli storyboard utilizzati per pianificare campagne pubblicitarie, come la produzione di video aziendali, spot pubblicitari, proposte o altre presentazioni aziendali volte a persuadere o costringere all'azione, sono noti come tabelloni di presentazione. Le tavole di presentazione tendono ad avere una qualità di rendering superiore a quella delle tavole cinematografiche, in quanto devono trasmettere espressione, layout e stato d'animo. La creazione di uno storyboard fornisce una panoramica della disposizione delle informazioni nel video.
Le agenzie pubblicitarie moderne e i professionisti del marketing creano tavole di presentazione ingaggiando un artista di storyboard per creare cornici illustrate, disegnate a mano, oppure utilizzando spesso foto di partenza per creare una dichiarazione libera dell'idea che stanno cercando di vendere. Gli storyboard possono essere utilizzati anche per comprendere visivamente l'esperienza del cliente, mappando il suo percorso, i marchi possono identificare meglio i potenziali punti dolenti e anticipare le sue esigenze emergenti.
Gli storyboard esistono anche in contabilità nel calcolo dei costi basato sulle attività (ABC) per sviluppare un diagramma di flusso dettagliato del processo che mostra visivamente tutte le attività e le relazioni tra di esse. In questo modo, vengono utilizzati per misurare il costo degli input, identificare ed eliminare i costi non a valore aggiunto, determinare l'efficienza di tutte le attività principali e identificare e valutare nuove attività che possono migliorare le prestazioni future.

## Utilità
Il fatto che un regista abbia le idee chiare rispetto al tema, alle atmosfere o alle emozioni che vuole esprimere, non vuol dire necessariamente che egli sappia con chiarezza quale sia il modo migliore per visualizzarle.

Durante questa ricerca, l'anima del processo creativo di un regista, lo storyboard a volte può rivelarsi utile.

La sua funzione principale è quella di aiutare il regista a trovare il modo migliore per visualizzare un evento, e assolve alla sua funzione anche quando viene buttato nel cestino, anzi: è proprio scartando quel che non funziona che il regista acquista maggiore consapevolezza di ciò che vuole e di come lo vuole realizzare.
Oltre a questa che potremmo definire la sua funzione primaria, lo storyboard assolve a molte funzioni secondarie.

La sua forza sta nel fatto di essere realizzato con le immagini; e, in questo senso, può diventare un vero e proprio linguaggio che dà la possibilità al regista di comunicare più chiaramente le sue idee ai suoi collaboratori, per discutere col direttore della fotografia, con lo scenografo, con gli stunt, i macchinisti o la produzione su dei disegni invece che su un'idea.

Lo storyboard può servire alla produzione per capire meglio i costi di una scena, o addirittura per inchiodare un regista alle sue scelte, facendogli firmare i disegni come un contratto, in modo da non far lievitare troppo i costi della lavorazione (è successo a Coppola, considerato un regista "pericoloso" dalle produzioni, quando ha girato Dracula). Può servire a capire se alcune scene sono troppo pericolose: Cameron, visti gli storyboard, decise di eliminare una scena nella quale il terminator di metallo si schiantava con l'elicottero dentro un tunnel.

Può esser utilizzato dall'aiuto regista per capire quante e quali inquadrature (e quindi quanto tempo) servono al regista per girare una scena e, su questa base, fare il piano di lavorazione. È utile anche per capire in quali scene il protagonista verrà sostituito dalla controfigura, e preparare su questa base l'ordine del giorno, evitando inutili attese alla star, ma anche al suo doppio. In questo senso è utile anche al regista per capire quali e quante inquadrature ravvicinate del protagonista ha bisogno per far credere al pubblico che sia lui a compiere quella certa azione spericolata.

Può servire per risolvere, con una sequenza calcolata di immagini, un punto poco credibile della sceneggiatura (basti pensare a film come True Lies o Robin Hood, o alla serie di 007, sia anche al mondo visionario di Brian De Palma). Dice Ridley Scott: "..Quello che sembra all'inizio impossibile da filmare, lentamente prende forma, fotogramma dopo fotogramma, nello storyboard".

Lo storyboard può servire per trovare le inquadrature migliori se il set è piccolo, presenta degli impedimenti, o può essere filmato solo su uno o due lati.

Può servire ad un regista esordiente per affrontare prima, almeno sulla carta, i problemi che si troverà di fronte durante le riprese, acquisendo così una maggiore sicurezza sul set, e limitando i danni che potrebbero venire dall'inesperienza.

Può servire da corredo a una sceneggiatura che si vuole proporre ad un produttore. Qualche volta, insieme al testo scritto, soprattutto se lo sceneggiatore intende proporsi anche come regista, si accludono alcune sequenze storyboardate per dare un'idea al produttore del taglio visivo che si intende utilizzare nel film, oppure soltanto per presentare un "pacchetto più ricco", con l'intento di dare l'impressione di una certa serietà.

Kevin Costner ha girato per molto tempo per le case di produzione americane cercando finanziamenti per il suo Balla coi lupi: presentava la sceneggiatura insieme ad un meraviglioso storyboard a colori dell'intero film.

Può servire ad un regista americano per avere una sorta di final-cut, senza impegnarsi nella produzione del film, tecnica usata spesso da Brian De Palma che, soprattutto agli inizi, presentava la sceneggiatura insieme allo storyboard completo, facendolo approvare e firmare dai produttori, disegno per disegno, in modo da essere sicuro che nulla sarebbe cambiato nel montaggio finale.

## Software di Storyboard
- TVP Animation di TVPaint.
- Toonboom Storyboard di Toonboom.
- Story Planner Archiviato il 1º luglio 2012 in Internet Archive. di Toonz.
- How to Animate di Mark Diaz.